# Coupe de France (kvinder, håndbold)
Coupe de France er det årlige fransk national cup for fransk håndboldklubber. Vinderen kvalificerer sig kvalifkationsspillet til EHF Cup. Cup'en er organiseret Frankrigs håndboldforbund og blev oprettet i 1985, men den er blevet afbrudt ved flere lejligheder. Metz Handball er den mest vindende klub pr. 2019 med 9 titler, efterfulgt af ESBF Besançon, med fire.

## Mestre
| - 1985 USM Gagny - 1986 Stade Français d'Issy - 1987 Stade Français d'Issy - 1988 Ikke spillet - 1989 Ikke spillet - 1990 ASPTT Metz - 1991 Ikke spillet - 1992 USM Gagny - 1993 USM Gagny - 1994 ASPTT Metz - 1995 Ikke spillet - 1996 Ikke spillet - 1997 Ikke spillet - 1998 ASPTT Metz - 1999 ASPTT Metz - 2000 Ikke spillet - 2001 ESBF Besançon - 2002 ESBF Besançon | - 2003 ESBF Besançon - 2004 Ikke spillet - 2005 ESBF Besançon - 2006 Le Havre AC - 2007 Le Havre AC - 2008 Ikke spillet - 2009 Mios Biganos Handball - 2010 Metz Handball - 2011 Toulon Handball - 2012 Toulon Handball - 2013 Metz Handball - 2014 CJF Fleury Loiret - 2015 Metz Handball - 2016 Brest Bretagne Handball - 2017 Metz Handball - 2018 Brest Bretagne Handball - 2019 Metz Handball - 2020 aflyst - 2021 Brest Bretagne Handball - 2022 Metz Handball (10) |